# Pagrus caeruleostictus
Il Pagrus caeruleostictus (Valenciennes 1830) conosciuto commercialmente come Pagro, è un pesce osseo marino della famiglia Sparidae.

## Distribuzione e habitat
È presente nel mar Mediterraneo ma è comune solo lungo le coste nordafricane. Nei mari italiani è raro. Vive nell'Oceano Atlantico orientale tra il golfo di Cadice e l'Angola.

Il suo habitat è soprattutto nei fondi duri a coralligeno tra 20 e 200 m.

## Descrizione
Il suo corpo è ovale e simile a quello dei dentici, la fronte è fortemente arcuata nei giovani e meno negli adulti. I giovani inoltre hanno 3-4 raggi allungati sulla pinna dorsale, molto più corti che nel pagro reale. 

La livrea è argentata con riflessi rosa cosparsa di minuti puntini blu acceso, negli adulti ci sono anche macchioline scure. I maschi in livrea nuziale hanno testa e fianchi di color giallo oro. 

Raggiunge 80 cm di lunghezza.

## Alimentazione
Predatore, cattura soprattutto pesci e crostacei.

## Pesca
È oggetto di fiorente pesca lungo le coste africane ed il suo valore economico è notevole mentre in Europa è troppo raro per avere un ruolo di rilievo tra i prodotti dell'industria ittica. Le sue carni, comunque, sono ottime.

## Nota tassonomica
Questa specie ed il pagro reale sono state confuse per anni dato che si riteneva, come si può notare dal nome comune italiano, che P.caeruleostictus fosse il maschio e P.auriga la femmina.